# Chaley
Chaley és un municipi francès situat al departament de l'Ain i a la regió d'Alvèrnia-Roine-Alps. L'any 2007 tenia 120 habitants.

## Demografia

### Població
El 2007 la població de fet de Chaley era de 120 persones. Hi havia 64 famílies de les quals 32 eren unipersonals (16 homes vivint sols i 16 dones vivint soles), 24 parelles sense fills i 8 parelles amb fills.
La població ha evolucionat segons el següent gràfic:
Habitants censats

### Habitatges
El 2007 hi havia 148 habitatges, 65 eren l'habitatge principal de la família, 66 eren segones residències i 17 estaven desocupats. 128 eren cases i 20 eren apartaments. Dels 65 habitatges principals, 49 estaven ocupats pels seus propietaris i 16 estaven llogats i ocupats pels llogaters; 1 tenia una cambra, 5 en tenien dues, 11 en tenien tres, 28 en tenien quatre i 20 en tenien cinc o més. 49 habitatges disposaven pel capbaix d'una plaça de pàrquing. A 36 habitatges hi havia un automòbil i a 23 n'hi havia dos o més.

### Piràmide de població
La piràmide de població per edats i sexe el 2009 era:
| Homes | Edats   | Dones |
| ----- | ------- | ----- |
| 0     | 95 o +  | 0     |
| 0     | 90 a 94 | 0     |
| 4     | 85 a 89 | 4     |
| 4     | 80 a 84 | 8     |
| 0     | 75 a 79 | 0     |
| 8     | 70 a 74 | 0     |
| 4     | 65 a 69 | 12    |
| 0     | 60 a 64 | 4     |
| 0     | 55 a 59 | 0     |
| 12    | 50 a 54 | 4     |
| 0     | 45 a 49 | 0     |
| 0     | 40 a 44 | 0     |
| 4     | 35 a 39 | 0     |
| 4     | 30 a 34 | 4     |
| 0     | 25 a 29 | 4     |
| 0     | 20 a 24 | 0     |
| 0     | 15 a 19 | 0     |
| 0     | 10 a 14 | 4     |
| 0     | 5 a 9   | 0     |
| 0     | 0 a 4   | 0     |

## Economia
El 2007 la població en edat de treballar era de 75 persones, 52 eren actives i 23 eren inactives. De les 52 persones actives 47 estaven ocupades (25 homes i 22 dones) i 5 estaven aturades (1 home i 4 dones). De les 23 persones inactives 17 estaven jubilades, 1 estava estudiant i 5 estaven classificades com a «altres inactius».

### Ingressos
El 2009 a Chaley hi havia 67 unitats fiscals que integraven 124 persones, la mediana anual d'ingressos fiscals per persona era de 18.755 €.

### Activitats econòmiques
Dels 5 establiments que hi havia el 2007, 2 eren d'empreses extractives, 1 d'una empresa de construcció, 1 d'una empresa immobiliària i 1 d'una empresa de serveis.
Dels 2 establiments de servei als particulars que hi havia el 2009, 1 era una empresa de construcció i 1 agència immobiliària.

## Poblacions més properes
El següent diagrama mostra les poblacions més properes.